# دي أم تي في
دي أم تي في قناة الرجل المتميز (سابقا قناة صانعو القرار) كانت قناة منوعة موجهة للرجال باللغة العربية تبث من الإمارات. بدأت بثها في الأول من أغسطس «آب» عام 2006، وبشكل مفاجئ ودون إبداء أية أسباب توقفت عن البث يوم 30 مارس «آذار» 2015.